# Àlex Santaló
Àlex Santaló Gàmiz és un il·lustrador i caricaturista barceloní, va estudiar a l'escola de còmic JOSO. I després de passar per diverses feines fent retoc fotogràfic, disseny gràfic i storyboards per a publicitat, s'estableix com a freelance. Ha vist publicats els còmics Me gusta el fútbol i Me gusta internet, amb Glénat i El Terrat; 1714 Baluard, amb guió de Cels Piñol i 17 vivir, revivir, sobrevivir, amb Evolution Comics (Panini) i La Magia del Fútbol amb guió de Josep Busquet.
Ha col·laborat amb la Revista Panenka i Perarnau Magazine. Col·labora amb el diari Ara i amb el web fotlipou.com. És col·laborador habitual de la revista en línia dedicada a la ficció televisiva Serielizados, on publica setmanalment una vinyeta sobre sèries. Col·labora als estius al programa de ràdio El Món a Rac1 parlant de sèries.